# Joy Hester

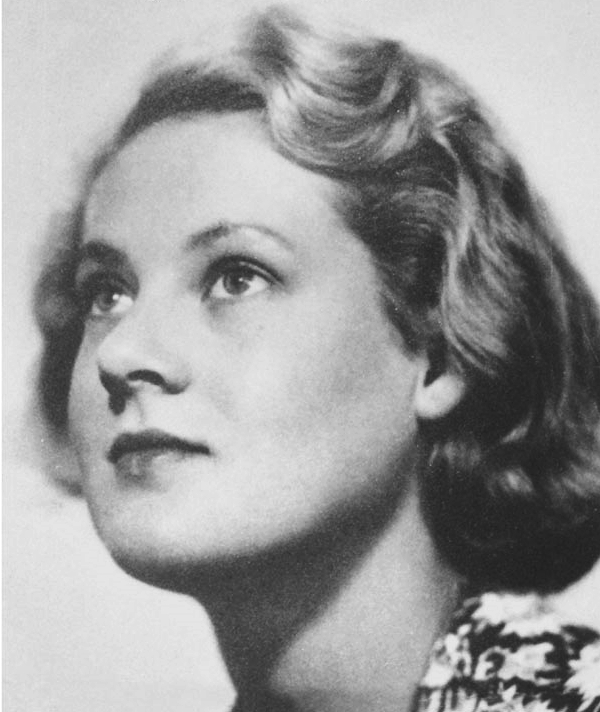
Porträtfoto von Joy Hester, um 1940

Joy St. Clair Hester (* 21. August 1920 in Melbourne, Victoria; † 4. Dezember 1960 ebenda) war eine australische Künstlerin. Joy Hester wurde vor allem für ihre kühnen und ausdrucksstarken Tuschezeichnungen bekannt.

## Leben
Joy Hester wurde am 21. August 1920 in Melbourne geboren und wuchs in Elwood als Tochter von Louise und Robert Hester auf. Robert starb an einem Herzinfarkt, als Hester zwölf Jahre alt war. Hester interessierte sich schon früh für Kunst und besuchte von 1933 bis 1937 die St Michael’s Grammar School. Mit 17 Jahren schrieb sie sich für ein Jahr an der Brighton Technical School ein, bevor sie die National Gallery School in Melbourne besuchte. Ihr Lehrplan basierte auf traditionellen Medien und Praktiken, doch Hester nutzte die Gelegenheit, sich von formalen Zwängen zu befreien. Im Jahr 1938 gewann Hester den Preis der National Gallery School für die Zeichnung eines Kopfes nach dem Leben. Die Aufnahme in die Kurse der Design School und der Painting and Life School brachte ihr frühe Anerkennung.

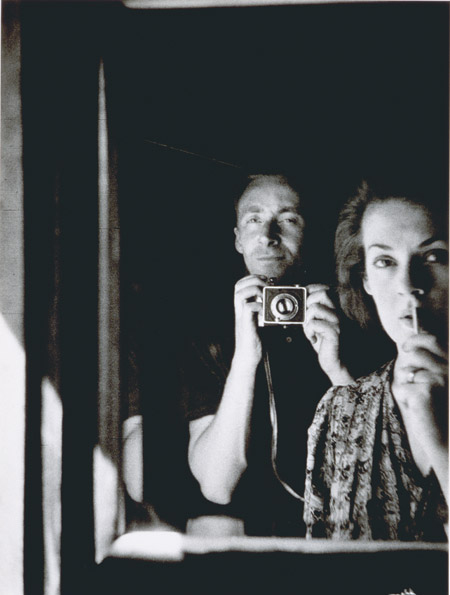
Im Spiegel: Selbstporträt mit Joy Hester, Fotografie von Albert Tucker, 1939

Sie heiratete 1941 ihren Künstlerkollegen Albert Tucker, mit dem sie 1945 einen Sohn, Sweeney, bekam. Joy Hester und Albert Tucker wurden von den Kunstmäzenen und Sammlern John und Sunday Reed unterstützt und lebten im Haus der Reeds in Heide – benannt nach der nahe gelegenen Gemeinde Heidelberg, der Gegend, die mit der berühmten Heidelberg School in Verbindung gebracht wird. In dieser Zeit schloss Hester Freundschaft mit einigen der bedeutendsten Künstler ihrer Generation, darunter Sidney Nolan, Arthur Boyd, Danila Vassilieff, Yosl Bergner, Noel Counihan und John Perceval, und sie war die einzige Künstlerin, die an der Avantgarde-Gruppierung Angry Penguins teilnahm.
Nachdem bei ihr 1947 Morbus Hodgkin diagnostiziert worden war, verließ sie Albert Tucker und ihren kleinen Sohn, um mit dem Künstler und Dichter Gray Smith in Sydney ein neues Leben zu beginnen. 1948 kehrte sie nach Victoria zurück und lebte in der Umgebung von Melbourne in Hurstbridge, Avonsleigh und Upwey, bevor sie sich 1956 in Box Hill niederließ, wo sie ihr eigenes Atelier einrichtete. Anfang bis Mitte der 1950er Jahre hatte Hester drei Einzelausstellungen und nahm regelmäßig an den Jahresausstellungen der Contemporary Art Society teil, deren Gründungsmitglied sie war.
1959 heiratete Joy Hester Gray Smith, starb aber bereits ein Jahr später im Alter von 40 Jahren an Krebs. Nach ihrem Tod setzte sich ihr erster Ehemann Albert Tucker unermüdlich dafür ein, dass ihr künstlerisches Werk auch über ihren Tod hinaus Anerkennung fand.

## Werk
Zwischen 1939 und 1958 schuf sie eine beachtliche Anzahl von Zeichnungen, die sie hauptsächlich mit Tusche und chinesischem Pinsel ausführte. Ein Beispiel ist Frightened von 1945, ein konfrontatives Frontalporträt, das die Extreme menschlicher Emotionen und Instinkte auslotet. Ihre intensiven und eindringlichen Zeichnungen, die sie oft schnell auf dem Boden sitzend anfertigte, zeugen von ihrer Affinität und ihrem Verständnis für die Komplexität des Lebens und strahlen eine Intimität aus, die ihr Interesse an persönlichen Beziehungen als Quelle ihrer künstlerischen Themen widerspiegelt. Reclining female nude (Barbara Blackman), 1955, ist beispielsweise eine nuancierte Studie der ehemaligen Ehefrau des Künstlers Charles Blackman, die in den frühen 1950er Jahren für mehrere Künstler Modell stand, darunter John Brack, Constance Stokes und Fred Williams. In dieser Arbeit nutzt Joy Hester die für ihre Zeichnungen charakteristische fließende und expressive Linienführung, um ein Gefühl psychologischer und emotionaler Verletzlichkeit zu vermitteln und die Rohheit ihres Motivs einzufangen.
Zwei Jahre später entstand Figure with scales (1957), das diese psychologische Intensität auf eine sehr persönliche Episode übertrug, die sie in der ländlichen Gegend von Avonsleigh bei Melbourne erlebte, wo sie und Smith ihren Lebensunterhalt mit Ackerbau und Hühnerzucht verdienten. Nach einer Periode heißen Wetters ohne Kühlung begannen die frisch geschlachteten Vögel zu verfaulen, und das Unternehmen endete in einer Katastrophe, wie dieses surreale Bild zeigt, das von einer traumartigen Fremdheit geprägt ist, die ein einfaches, alltägliches Thema mit poetischer und emotionaler Kraft auflädt.
Hesters Werke wurden in einer Reihe von Ausstellungen in der Art Gallery of New South Wales gezeigt, darunter Michelangelo bis Matisse: Drawing the Figure im Jahr 2000 und die Retrospektive Joy Hester and Friends in der National Gallery of Art in Canberra im Jahr 2001.